# Corydalis pallida
Corydalis pallida là một loài thực vật có hoa trong họ Anh túc. Loài này được (Thunb.) Pers. mô tả khoa học đầu tiên năm 1806.

## Hình ảnh

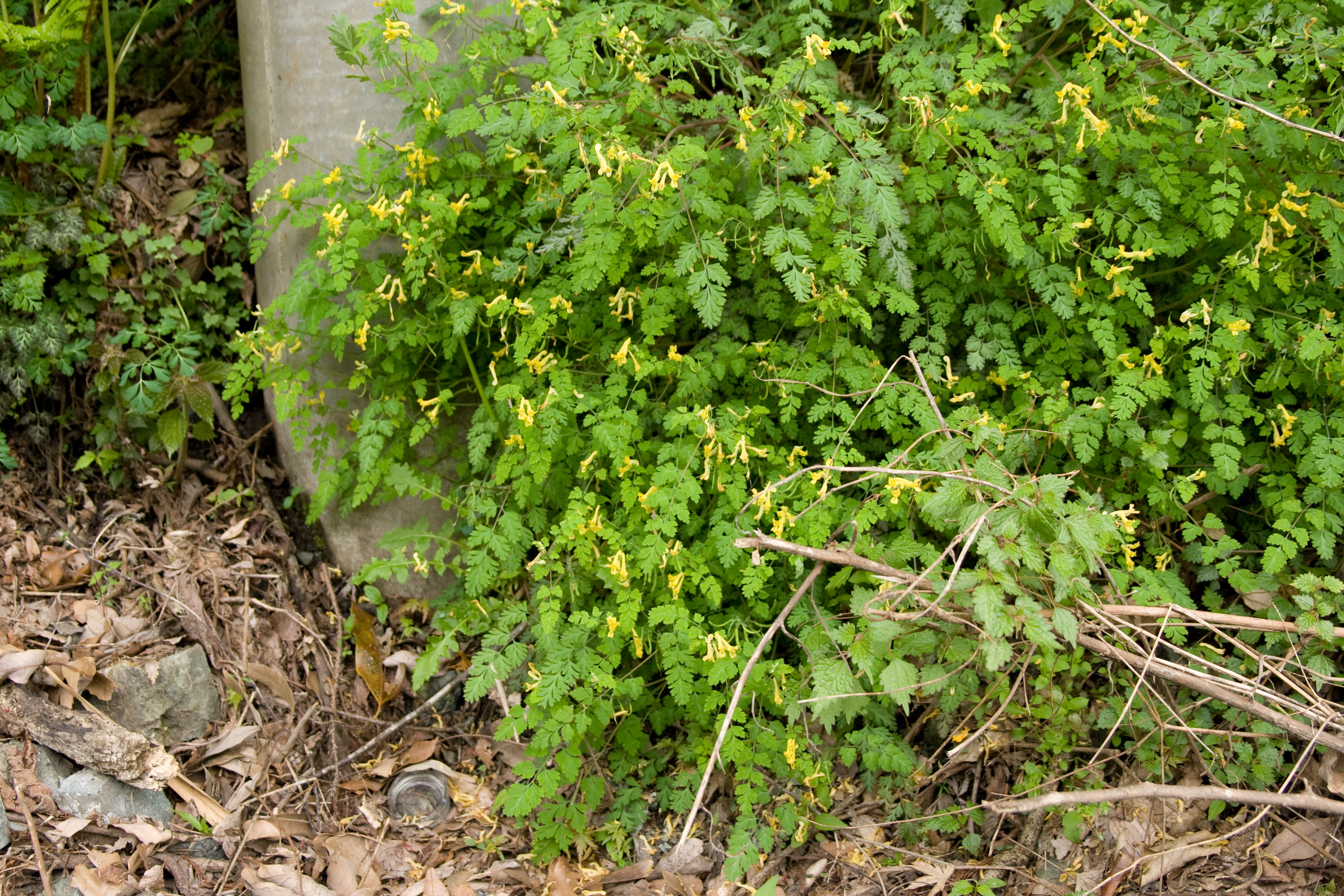
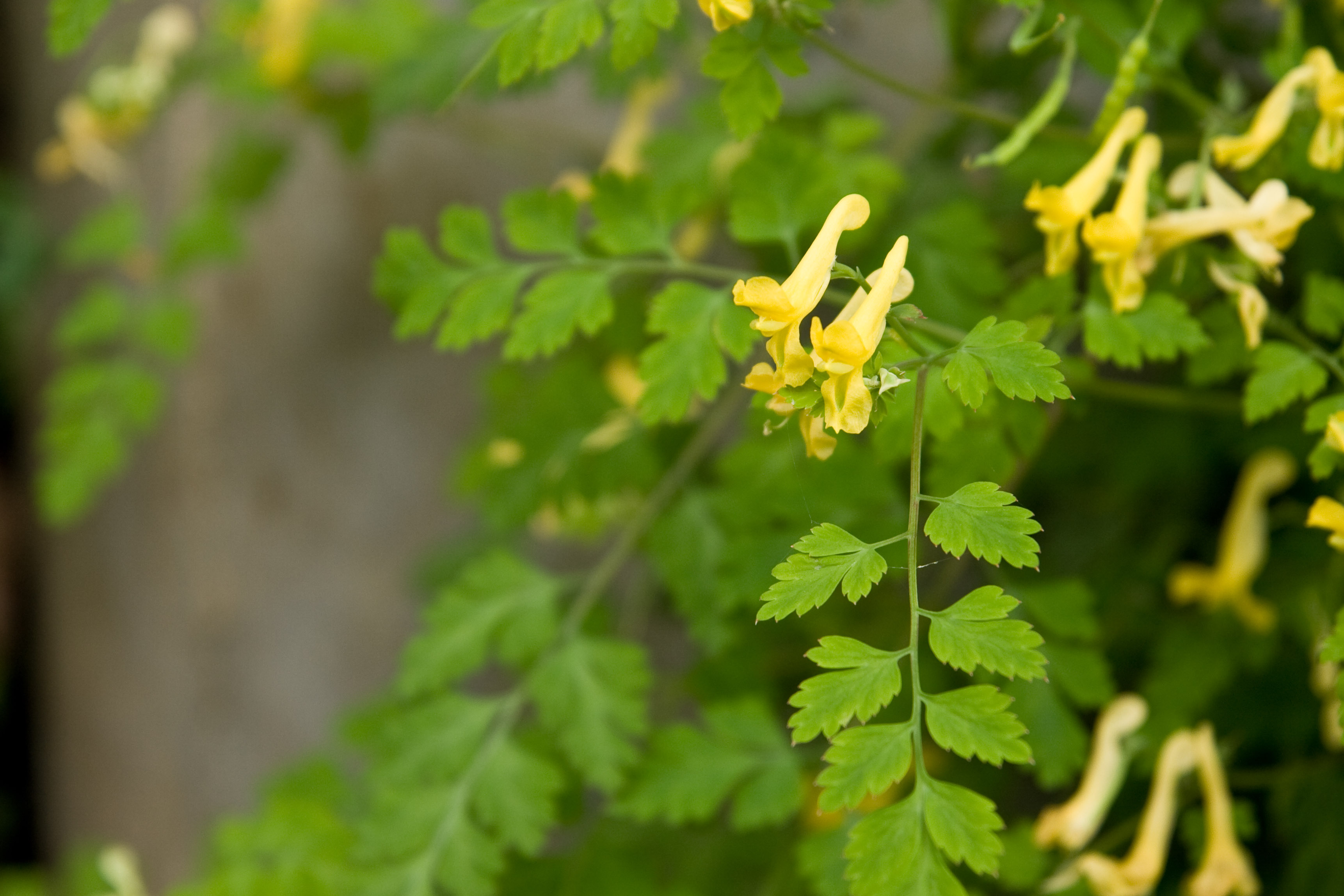
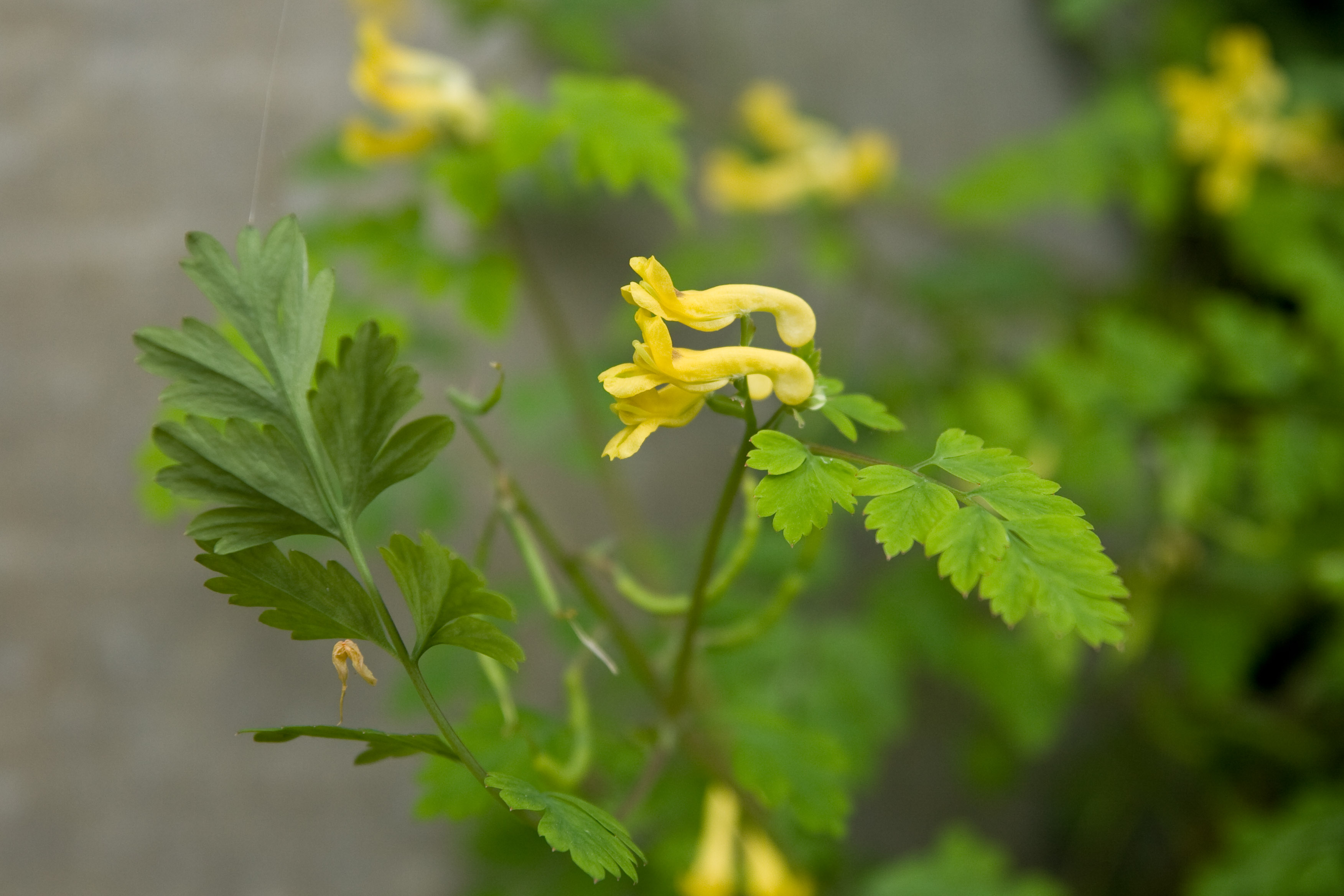
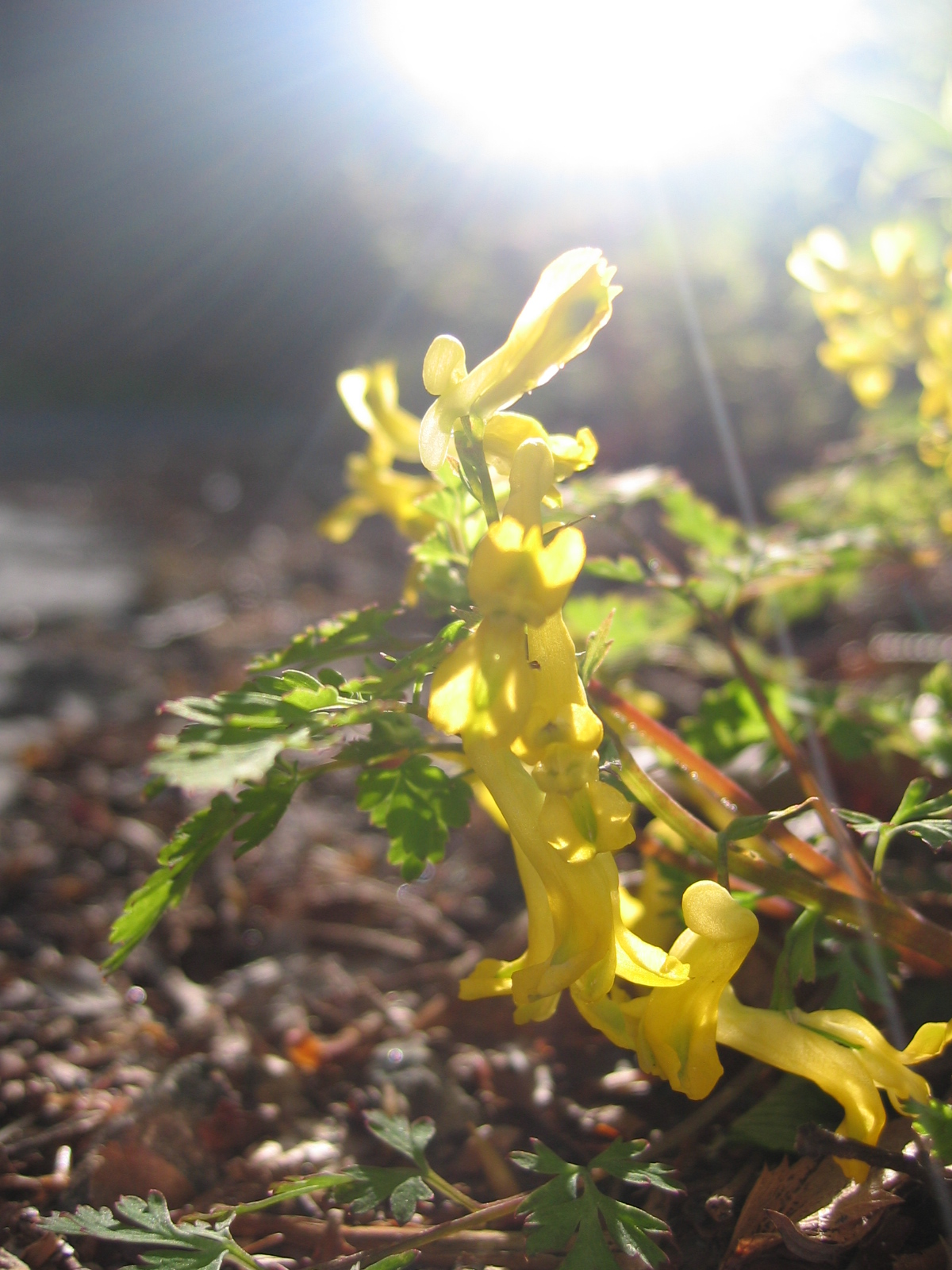